# Hội đồng Dân ủy Liên Xô
Hội đồng Dân ủy Liên Xô (tiếng Nga: Совет народных комиссаров СССР, latin Soviet narodnykh kommissarov hoặc Sovnarkom, hay được viết tắt là SNK) là cơ quan hành pháp tối cao của Liên Xô trong thời gian từ 1923-1946.
Hội đồng Dân ủy Liên Xô đóng vai trò quan trọng trong việc xây dựng đất nước và xã hội, phục hồi kinh tế sau chiến tranh, đề ra chính sách kinh tế mới,... sáp nhập các quốc gia Baltic và các vùng lãnh thổ khác.
Sau năm 1946, Hội đồng Dân ủy Liên Xô được đổi thành Hội đồng Bộ trưởng Liên Xô.

## Lịch sử
Hội đồng Dân ủy Liên Xô là cơ quan hành pháp của Ủy ban Chấp hành Trung ương Liên Xô (tiếng Nga: Центральный Исполнительный Комитет СССР) đã được ghi trong "Hiệp ước thành lập Liên bang Cộng hòa Xã hội chủ nghĩa Xô Viết" (tiếng Nga: Договор об образовании СССР). Nguyên mẫu của Hội đồng Dân ủy Liên Xô là Hội đồng Dân ủy Nga Xô.
Hội đồng Dân ủy Liên Xô được thông qua tại phiên họp thứ 2 Ủy ban Chấp hành Trung ương Liên Xô. Ngày 06/07/1923, dự kiến thành viên của Hội đồng Dân ủy Liên Xô như sau:
- Chủ tịch: V.I.Lenin
- Phó Chủ tịch: Lev Kamenev, Alexei Rykov, Alexander Tsiurupa, Vlas Chubar, Grigol Orjonikidze, Mamia Orakhelashvili.
- Ủy viên Dân ủy-toàn Liên bang: Ngoại giao-Georgy Chicherin; Quân đội và Hải quân-Leon Trotsky; Ngoại thương-Leonid Krasin; Giao thông-Felix Dzerzhinsky; Bưu chính và điện tín-Ivan Smirnov;
- Ủy viên Dân ủy-liên hiệp: Hội đồng Kinh tế tối cao-Alexei Rykov; Thực phẩm-Nikolai Bryuhanov; Lao động-Vasily Schmidt; Tài chính-Grigori Sokolnikov; Thanh tra Công nông-Valerian Kuybyshev;

Ngày 17/07/1923, Hội đồng Dân ủy Liên Xô chính thức được Ủy ban Chấp hành Trung ương Liên Xô phê chuẩn thông qua theo danh sách dự kiến.
Hiến pháp 1924, quy định Hội đồng Dân ủy Liên Xô là cơ quan hành pháp tối cao của Ủy ban Chấp hành Trung ương Liên Xô. Và với Hiến pháp 1936, Hội đồng Dân ủy còn được gọi Chính phủ Liên Xô, là cơ quan hành pháp tối cao và quản lý hành chính nhà nước của Liên Xô.
Trong Thế chiến 2, Hội đồng Dân ủy phải hoạt động theo Ủy ban Quốc phòng Nhà nước- cơ quan quản lý khẩn cấp do Stalin lãnh đạo, được thành lập trong chiến tranh và có quyền lực tối cao tại Liên Xô.
Ngày 15/3/1946, Hội đồng Dân ủy Liên Xô chính thức được đổi thành Hội đồng Bộ trưởng Liên Xô. Theo đó các Dân ủy Nhân dân được đổi thành Bộ Liên Xô và các Ủy viên Dân ủy thành Bộ trưởng. Ngày 27/2/1947, đã được sửa đổi dựa theo Hiến pháp.

## Quyền hạn
Hội đồng Dân ủy Liên Xô có những quyền hạn sau:
- Ban hành nghị định, nghị quyết có quyền hạn trên toàn bộ Liên bang;
- Xem xét tại cuộc họp các nghị định, nghị quyết, được các Ủy viên Dân ủy và Dân ủy Nhân dân thực hiện, và của các Ủy ban Chấp hành Trung ương các nước thuộc Liên Xô;
- Bổ nhiệm thành viên Ban phụ trách- cơ quan tư vấn và quản lý trong Dân ủy Nhân dân;
- Hủy bỏ các nghị định, nghị quyết của Dân ủy Nhân dân;
- Tổng hợp và hướng dẫn Dân ủy Nhân dân toàn Liên bang và Dân ủy Nhân dân liên hiệp;
- Phê chuẩn các nghị định, nghị quyết của Dân ủy Nhân dân do Ủy ban Chấp hành Trung ương Liên Xô phê chuẩn;
- Thực hiện đối nội và đối ngoại;
- Đảm bảo an ninh và trật tự xã hội;
- Áp dụng các biện pháp thực hiện kinh tế quốc gia và ngân sách Nhà nước;
- Tăng cường hệ thống tiền tệ.

Hội đồng Dân ủy không có quyền bãi miễn thành viên của Hội đồng. Việc bãi miễn do Chủ tịch Ủy ban Chấp hành Trung ương Liên Xô thực hiện, và kể từ 1936 là Đoàn Chủ tịch Xô Viết tối cao.

## Tổ chức
Hội đồng Dân ủy được phân thành 2 nhóm:
- Nhóm quản lý gồm:
  - Chủ tịch Hội đồng Dân ủy
  - Phó Chủ tịch Hội đồng Dân ủy
  - Quản lý Nội vụ Hội đồng Dân ủy
- Nhóm Dân ủy nhân dân
  - Dân ủy Nhân dân Liên bang
  - Dân ủy Nhân dân Liên hiệp

Quản lý Nội vụ Hội đồng Dân ủy còn được gọi thư ký Chủ tịch. Phụ trách các công việc liên quan đến ban hành nghị định, nghị quyết của Hội đồng Dân ủy và các Dân ủy Nhân dân. Chuẩn bị công việc cho Chủ tịch Hội đồng Dân ủy và Hội đồng Dân ủy.
Dân ủy Nhân dân Liên bang có quyền quản lý trực tiếp về ngành quản lý trên lãnh thổ toàn Liên Xô. Trong khi đó Dân ủy Nhân dân Liên hiệp quản lý gián tiếp về ngành quản lý thông qua Dân ủy Nhân dân các nước Cộng hòa.

## Danh sách Hội đồng Dân ủy

### Đại hội Xô viêt Liên Xô lần thứ I (12/1922-1/1924)
Trong thời gian từ 12/1922-7/1923, Hội đồng Dân ủy Nga Xô nắm quyền điều hành Liên Xô. Từ tháng 7/1923, Hội đồng Dân ủy Liên Xô mới chính thức điều hành.

### Đại hội Xô viết Liên Xô lần thứ II (2/1924-5/1925)
Sau khi Lenin qua đời, Đại hội Xô viết toàn liên bang được nhóm họp từ ngày 26/1-2/2/1924. Đại hội đã bầu ra Ủy ban Chấp hành Trung ương Liên Xô, thông qua Hiến pháp mới, đồng thời tán thành việc xây dựng lăng Lenin trên Quảng trường Đỏ. Hội đồng Dân ủy Liên Xô được Ủy ban Chấp hành Trung ương Liên Xô phê chuẩn ngày 2/2/1924.